# Leonard Bloomfield
Leonard Bloomfield (Chicago, 1887 - 1949) é considerado o fundador da linguística estrutural norte-americana.
Nasceu em Chicago e se formou como bacharel na Universidade de Harvard no ano de 1906, recebendo o doutorado na Universidade de Chicago em 1909.
Em 1917 pesquisou o Tagalog e outros idiomas extensivamente, e na década de 1920 trabalhou no agrupamento dos idiomas Nativos americanos. Teve um papel fundamental ao fundar a Sociedade Linguística da América, em 1924. Bloomfield é mais conhecido pelo seu compromisso com a linguística como uma ciência independente, e sua insistência no uso de procedimentos científicos. No início de sua carreira foi influenciado pelo Behaviorismo, uma escola psicológica baseada no estudo objetivo do comportamento. Ele fundamentou seu trabalho, especialmente pela aproximação do significado com os princípios behavioristas.
Seu trabalho principal, Language (Linguagem) (1933), é considerado por muitos como o texto clássico de linguística  estrutural, também tida com o próprio estruturalismo. O livro sintetizou a teoria e prática de análise linguística. Bloomfield, junto com Edward Sapir foi um precursor do estruturalismo americano, seguido por seu discípulo Zellig Harris. Zellig Harris, foi quem orientou Noam Chomsky em sua tese de doutorado em linguística no ano de 1955, na Universidade da Pensilvânia. Chomsky, por sua vez, colocou em xeque todo o fundamento da linguística estrutural desenvolvida por Bloomfield, opondo à visão behaviorista deste, uma visão mentalista da língua.